# Felicja Pichor-Śliwicka
Felicja Florentyna Śliwicka z domu Pichor (ur. około 1872 w Krakowie, zm. 1 maja 1929 w Warszawie) – polska aktorka teatralna i filmowa, od 1923 żona Józefa Śliwickiego.

## Życiorys
Od jesieni 1888 do sezonu 1890/91 występowała w teatrze w Łodzi. W następnych latach grała w warszawskich teatrach ogródkowych (Belle Vue, Wodewil) oraz w Sankt-Petersburgu (w zespołach teatralnych Łucjana Kościeleckiego i Kazimierza Kamińskiego). Od 9 stycznia 1897 do 1924 należała do zespołu Warszawskich Teatrów Rządowych, głównie w Teatrze Rozmaitości. W lipcu 1925 wystąpiła gościnnie we Francji dla tamtejszej Polonii, w czerwcu 1926 w Białymstoku. Przeszła na emeryturę 1 września 1926. Po raz ostatni pojawiła się na scenie Teatru Narodowego 12 kwietnia 1927 jako księżna Delfina w Farysie Stanisława Miłaszewskiego. Posiadała tytuł członka zasłużonego ZASP.
W swoim repertuarze posiadała również role:
- Pani Dobrójskiej w Ślubach panieńskich Aleksandra Fredry
- Fruzi w Damach i huzarach Aleksandra Fredry
- Justysi w Mężu i żonie Aleksandra Fredry
- Szwaczki w Ich czworgu Gabrieli Zapolskiej
- Michasiowej w Pannie Maliczewskiej Gabrieli Zapolskiej
- Reny w Kobiecie bez skazy Gabrieli Zapolskiej
- Zuzi w Oj młody, młody! Jana Aleksandra Fredry
- Marii w Naszych zięciach Kazimierza Zalewskiego
- Ireny Siergiejewny w Ludziach tymczasowych Zygmunta Kaweckiego
- Elizy w Nieuczciwych Gerolamo Rovetty

Spoczywa na cmentarzu Powązkowskim w Warszawie (pod murem ulicy Tatarskiej, grób 39).

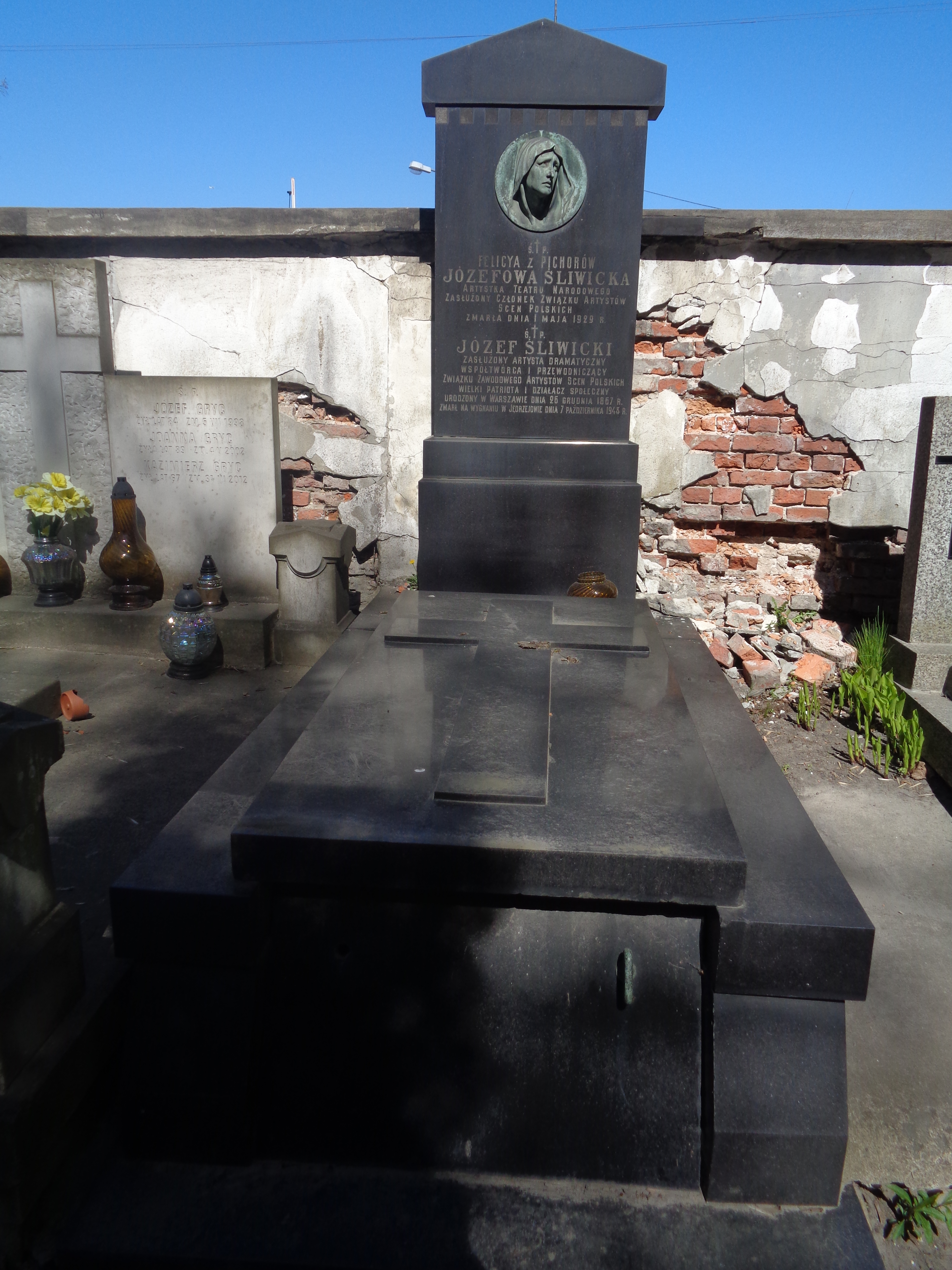
Grób aktorów Józefa i Felicji Śliwickich na Starych Powązkach w Warszawie

## Filmografia
- 1922: Tajemnica przystanku tramwajowego – matka Kazi
- 1924: Miłość przez ogień i krew – żona pułkownika
- 1927: Ziemia obiecana
- 1927: Uśmiech losu – matka Głębockiej
- 1928: Romans panny Opolskiej
- 1928: Pan Tadeusz – Stolnikowa